# Kosyczi
Kosyczi (ukr.  Косичі; hist. Alfredówka) – wieś na Ukrainie, w obwodzie lwowskim, w rejonie lwowskim. W 2001 roku liczyła 59 mieszkańców.
Do 2020 w rejonie złoczowskim.